# Kei Kamara
Kei Ansu Kamara (* 1. September 1984 in Kenema) ist ein sierra-leonischer Fußballspieler. Während seiner aktiven Karriere war er hauptsächlich in der Major League Soccer aktiv; in der ewigen Torschützenliste dort belegt er aktuell (Stand Juni 2025) hinter Chris Wondolowski (171 Tore) den zweiten Rang mit 146 Toren.
Seit Mai 2025 spielt er für den FC Cincinnati.

## Vereinskarriere

### Karrierestart in den Vereinigten Staaten
Geboren und zum Teil auch aufgewachsen in Kenema, der drittgrößten Stadt in Sierra Leone, begann der spätere Nationalspieler bereits in jungen Jahren hobbymäßig Fußball zu spielen. Durch den Bürgerkrieg im eigenen Land vertrieben, zog es ihn 2000 mit Verwandten in die Vereinigten Staaten, ehe man sich schließlich, nach anfänglichen Problemen mit der Visabeschaffung und der Förderung eines Flüchtlingsprogramms des Immigration & Naturalization Service, vor den Toren Los Angeles in Hawthorne, Kalifornien niederließ. In den ersten Monaten noch in Maryland bei seinem Vater, einem in den USA tätigen Labortechniker, der bereits einige Jahre in den Vereinigten Staaten lebte, kam er schließlich zu seiner Mutter, einer Casino-Kellnerin, die bereits in den frühen 1990ern den Weg in die USA fand und sich im Golden State der USA niederließ. Dort begann der junge Kamara schließlich seine eigentliche Karriere als Fußballspieler, wo er anfangs unter anderem für den Jugendklub Manhattan Beach Hurricanes antrat und diesem Klub auch noch während seiner High-School-Zeit, die er an der Leuzinger High School im nahegelegenen Lawndale verbrachte, die Treue hielt. Auch an der High School war der großgewachsene Stürmer im schuleigenen Herrenfußballteam aktiv und gewann mit diesem im Jahre 2002 den Meistertitel in der von der California Interscholastic Federation gestellten Fußballliga. Dies war zugleich auch der einzig nennenswerte Erfolg, den er mit dem Team erreichen konnte. Ein weiterer persönlicher Erfolg, den er in dieser Saison feierte, war, neben dem Erhalt der Torschützenkrone mit 27 erzielten Treffern, auch die Wahl zum MVP der abgeschlossenen Meisterschaft. Nach seiner High-School-Zeit zog es ihn 2004 an die ebenfalls nicht weit entfernte California State University, Dominguez Hills, wo er sich an deren Sportabteilung, den Dominguez Hills Toros, im Herrenfußballteam anmeldete. Dort entwickelte er sich weiter als torgefährlicher Stürmer und brachte es noch in seinem ersten Studienjahr bei 23 Meisterschaftseinsätzen und ganzen 93 Schüssen im gesamten Saisonverlauf auf 16 Treffer und zehn Vorlagen. Im darauffolgenden Spieljahr brachte es der sierra-leonische Student, der als Hauptstudiengang Kinesiologie wählte, auf eine annähernd gleich starke Leistung. Dabei steigerte er seine bereits verhältnismäßig hohe Schusszahl der Vorsaison um ein Weiteres und kam bei 24 Einsätzen und 115 Schüssen auf 15 Tore und sechs Torvorlagen. Als Sophomore führte er die California-Collegiate-Athletic-Association-Conference in Scorerpunkten und spielentscheidenden Toren in der NCAA Division II an. So wurde er in seinem Abschlussjahr ins All-American-Third-Team gewählt und war außerdem noch Teil des All-West-Region-Selection-First-Teams. Parallel zu seiner Studienzeit kam Kamara in den Jahren 2004 und 2005 in der spielfreien Zeit an der Universität für das USL-PDL-Franchise Orange County Blue Star zum Einsatz. Dabei absolvierte er insgesamt 20 Ligaspiele und war mit 17 Treffern erneut torgefährlich. Nach seinem Abschluss an der California State University, Dominguez Hills machte sich Kei Kamara auf Vereinssuche und wollte dabei anfangs sein Glück in Europa versuchen, wo er ab Ende des Jahres ein zweiwöchiges Probetraining beim schottischen Erstligisten Dunfermline Athletic absolvierte, dort aber nicht überzeugen konnte.

### Aufnahme in die MLS
Im Jahre 2006 erhielt Kamara einen Generation-Adidas-Vertrag, wurde aber obgleich seiner Nationalität nicht als internationaler Spieler eingestuft, da er bereits zu dieser Zeit eine Green Card besaß. Über den MLS SuperDraft 2006 schaffte es der sierra-leonische Angreifer als neunter Pick in der ersten Runde zum MLS-Franchise Columbus Crew, die den Pick im Austausch für Jeff Cunningham von den Colorado Rapids erworben hatten. Bei der Crew arbeitete er von Beginn weg an seinem Durchbruch, debütierte bald nach seinem Transfer und brachte es bis zum Saisonende auf 19 Ligaeinsätze, von denen er in neun von Beginn an auf dem Rasen stand, und drei Tore. Zudem war er auch noch regelmäßig im Reserveteam der Columbus Crew mit Spielbetrieb in der MLS Reserve Division aktiv, wobei er es auf zehn Ligaeinsätze und zwei Treffer brachte. Nach einem letzten Platz in der Eastern Conference schaffte es der Stürmer im Spieljahr 2007 nicht mehr wirklich an den Leistungen des Vorjahres anzuschließen. Bei immerhin 17 Meisterschaftseinsätzen kam er auf lediglich vier Starts und war zumeist nur als Ersatzspieler im Einsatz. Dennoch gelangen ihm hierbei weitere zwei Treffer.

### Nach Stippvisite bei den Quakes nach Houston

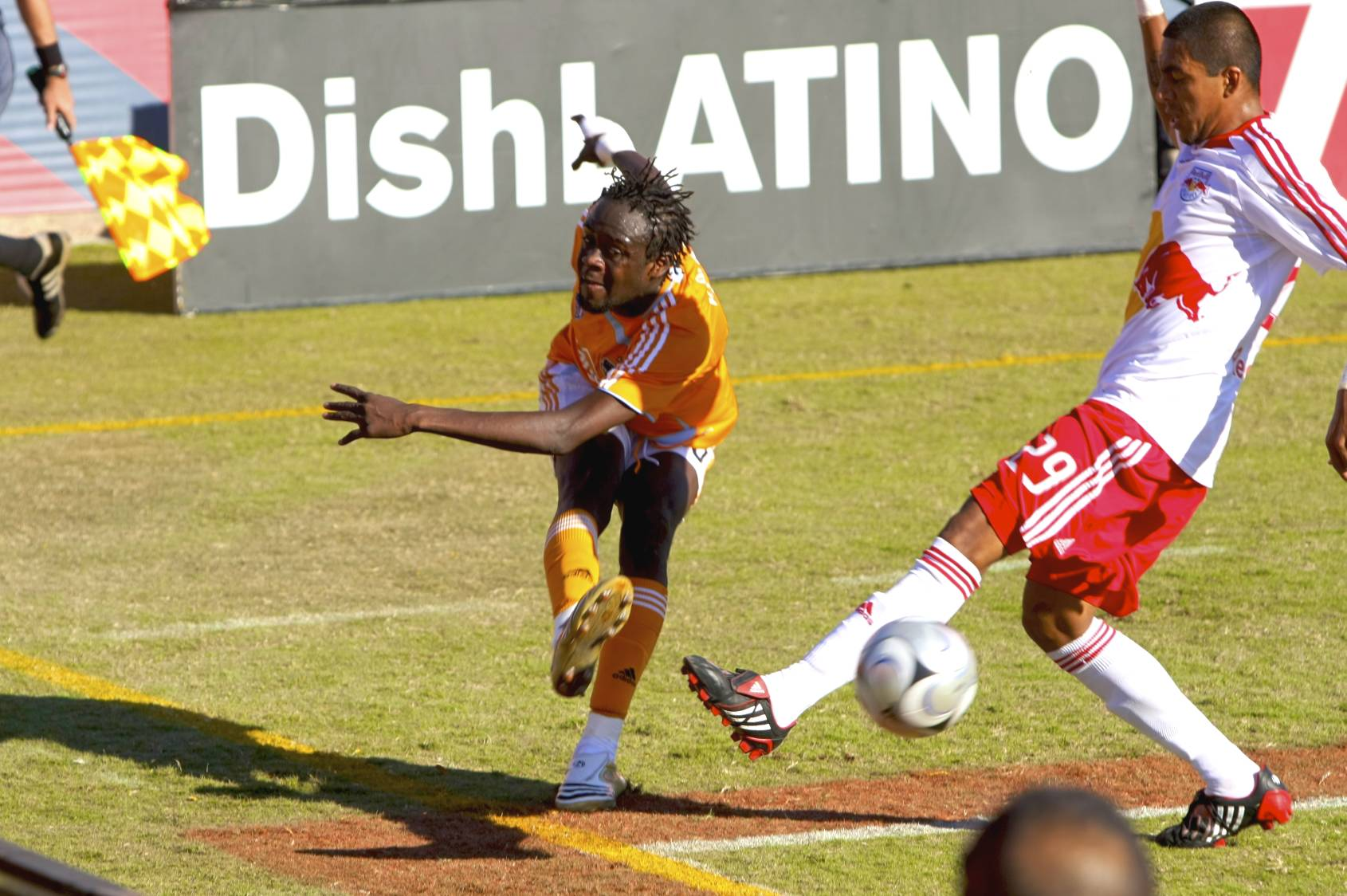
Kei Kamara (links) im Spiel gegen die New York Red Bulls im Jahre 2009; rechts im Bild: der mexikanische Leihspieler Diego Jiménez

In der Spielpause vor der Major League Soccer 2008 wurde Kamara im Austausch für Brian Carroll von den San José Earthquakes erworben, wo er rasch zu einem Stammspieler in der Angriffsreihe des Franchises avancierte. Bei insgesamt zwölf Ligaeinsätzen wurde er elf von Spielbeginn an eingesetzt, erzielte zwei Treffer und wurde zudem im Mai bzw. Juni 2008 erstmals von seinem Heimatland in die Nationalelf berufen, wo er bei der WM-Qualifikation mitwirken sollte. Nach nur einem kurzen Aufenthalt in Kalifornien zog es ihn noch während der laufenden Spielzeit von seinem Heimatbundesstaat nach Texas, wo am 24. Juli 2008 sein Wechsel zum ortsansässigen MLS-Franchise Houston Dynamo bekanntgegeben wurde. Der frischgebackene Nationalspieler wechselte dabei für einen zusätzlichen Erstrunden-Draftpick und eine Allocation (bestimmter Geldbetrag, der an einen Verein bezahlt wird, um dafür einen Spieler des jeweiligen Vereins beim eigenen Klub unter Vertrag zu stellen) zum Franchise, mit dem er zum Abschluss der Saison auf dem ersten Platz der Western Conference rangierte und sich dabei mit einem komfortablen Polster vor dem Zweitplatzierten, dem CD Chivas USA, absetzte. Ein weiterer Erfolg, den die Mannschaft in diesem Spieljahr verzeichnen konnte, war der Erhalt des MLS Supporters’ Shield, das Houston Dynamo als punktestärkstes Team erhielt. Zudem wurde Kamara mit der Mannschaft SuperLiga-Finalist, als man im 2008er Bewerb denkbar knapp im Finale gegen die New England Revolution im Elfmeterschießen ausschied. Bis zum Saisonende hatte es der großgewachsene Stürmer auf zehn Ligaeinsätzen, zwei Tore und ebenso viele Torvorlagen gebracht. Annähernd torgefährlich trat Kamara auch in der CONCACAF Champions League 2008/09 in Erscheinung, an der er mit Houston Dynamo aufgrund des Sieges im MLS Cup des Jahres 2007 teilnahmeberechtigt war. Im Laufe des Bewerbs wurde er in sieben Partien seiner Mannschaft eingesetzt und erzielte dabei zwei Treffer. Beide Treffer gelangen ihm am 30. September 2008 beim Gruppenspiel gegen die UNAM Pumas, bei dem es bereits nach 50 Minuten beim späteren Endstand von 4:4 blieb. Neben Kamara traf auf Seiten der US-Amerikaner auch Craig Waibel im Doppelpack. Als Gruppenzweiter hinter den Pumas ins Viertelfinale vorgedrungen, schieden die Texaner dort gegen den CF Atlante mit einem deutlichen Gesamtscore von 1:4 vom laufenden Wettbewerb aus.
Im Spieljahr 2009 kam der als schnell, durchsetzungsstark und intelligent beschriebene einstige Straßenfußballer zu seinem wirklichen Durchbruch bei den Texanern, wo er als Stammspieler in 22 Meisterschaftspartien eingesetzt wurde, von denen er in 20 startete und zudem noch fünf Treffer und eine Vorlage beisteuerte. Obgleich seiner Leistung als Stürmer wurde er noch während der laufenden Saison an ein anderes MLS-Franchise abgegeben und konnte so seinen Weg als Stammspieler im Angriff nur bedingt fortsetzen. So wechselte der sehr heimatverbundene Kei Kamara, der oft sein Geburtsland besucht und dort unter anderem auch an Charity-Fußballspielen teilnimmt, im Austausch für Abe Thompson und der Bezahlung einer Allocation zu den damaligen Kansas City Wizards, bei denen er sich zu einem erfolgreichen und regelmäßig treffenden Torschützen entwickeln sollte. Nach dem Wechsel Mitte September 2009 kam der Offensivakteur bis zum Saisonende zu insgesamt sechs Ligaspielen und einem Tor für die Wizards. Noch zuvor kam er in diesem Jahr für Houston Dynamo zu zwei Spielen und einem Tor in der CONCACAF Champions League 2009/10.

### Treffsicher in Kansas City
Unter dem Trainer/General Manager Peter Vermes avancierte Kei Kamara gleich ab Beginn des Spieljahres 2010 zu einem der offensivstärksten Spieler der Liga, was er zumeist auch als Torschütze oder Vorbereiter unter Beweis stellte. Als Hauptsäule der Angriffsreihe brachte er es bis zum Saisonende auf eine stattliche Bilanz von zehn Treffern und sechs Torvorlagen in 29 absolvierten Ligapartien. Als bester Torschütze und zweitbester Vorlagengeber seiner Mannschaft wurde er zum Abschluss des Spieljahres als mannschaftsinterner Torschützenkönig und MVP ausgezeichnet. Eine weitere besondere Leistung zeigte der sierra-leonische Teamspieler auch beim 2:1-Testspiel gegen Manchester United in der Sommerpause, als er die Vorlage für den ersten Treffer seiner Mannschaft gab und das zweite Tor daraufhin selbst erzielte. Aus einem anderen Grund hingegen kam Kamara in diesem Jahr zu zunehmender überregionaler Bekanntheit. Noch in der Frühphase der eben erst angebrochenen neuen Spielzeit sorgte der Stürmer am 24. Juni 2010 beim 0:0-Remis gegen Los Angeles Galaxy für Aufsehen, als er einen vermeintlich leicht zu treffenden Ball aus wenigen Zentimetern Entfernung nicht regulär im gegnerischen Tor unterbrachte. Stattdessen verfehlte er bei seinem Schussversuch den Ball und schob das Spielgerät im Fallen mit dem Arm ins Tor, was daraufhin international in den Medien dargebracht wurde. Trotz dieses Missgeschicks setzte ihn Vermes weiterhin an der Seite von Teal Bunbury, Josh Wolff, Zoltán Hercegfalvi oder Omar Bravo als Stammkraft im Angriff ein.
In die aktuell (Stand: 20. August 2011) noch laufende Spielzeit 2011 startete Kamara mit zwei Vorlagen beim 3:2-Auswärtserfolg über den CD Chivas USA. In weiterer Folge war er zumeist von Beginn an für das Franchise, das sich noch vor Saisonbeginn in Sporting Kansas City umbenannt hatte, im Einsatz, konnte diese Leistung aber im Vergleich zum Vorjahr nicht über die gesamte Spielzeit halten und agierte vor allem im Juni und Juli 2011 vorwiegend als Ersatzspieler, wobei er anderen Spielern den Vortritt lassen musste. Bis dato (Stand: 20. August 2011) brachte es der mehrmalige Internationale auf 21 Ligaeinsätze, sechs Tore und zwei Torvorlagen.

### Colorado Rapids
Zur Saison 2019 wurde Kamara vom neuen Franchise FC Cincinnati im Expansion Draft ausgewählt und umgehend gegen einen internationalen Kaderplatz zu den Colorado Rapids getauscht.

### Seit 2020
Nach einem Jahr bei en Rapids war Minnesota United die nächste Station für Kamara. 2021 wechselte er zum Helsinki IFK nach Finnland, ehe er von 2022 bis 2023 beim CF Montreal in Kanada unter Vertrag stand. Danach folgten Stationen bei Chicago Fire und Los Angeles FC. Seit 2025 spielt Kamara für den FC Cincinnati.

## Nationalmannschaftskarriere
Wie bereits erwähnt, wurde Kei Kamara als Spieler der San José Earthquakes im Mai bzw. Juni 2008 vom damaligen Nationaltrainer Mohamed Kanu erstmals in die A-Nationalmannschaft seines Geburtslandes einberufen. Dabei stand er gleich für mehrere Qualifikationsspiele zur WM 2010 im Aufgebot und wurde in weiterer Folge als Bestandteil dies Aufgebots auch mehrfach eingesetzt, wobei er es bis zum Jahresende 2008 auf nachweislich mindestens fünf Länderspieleinsätze brachte. Zudem wurde der Stürmer nachweislich auch in den Folgejahren sporadisch in die Nationalmannschaft geholt, wo er vor allem in seiner Anfangszeit an der Seite des wohl bekanntesten und bedeutendsten sierra-leonischen Fußballspielers, Mohamed Kallon, im Angriff der Leon Stars agierte. Auch unter dem Schweden Lars-Olof Mattsson, der unter anderem ab 2011 die Geschicke der sierra-leonischen Nationalmannschaften leitete, wurde Kamara mehrmals in den Kader geholt und eingesetzt. Zudem absolvierte er mit seinem Heimatland mehrere Spieler an der Qualifikation zur Afrikameisterschaft 2012, wo er mit der Mannschaft noch bis Anfang Oktober in der Gruppenphase um den möglichen Einzug in die Afrikameisterschaft des folgenden Jahres gegen die Kontrahenten Südafrika, Niger und Ägypten kämpft.

## Erfolge
mit der Leuzinger High School
- 1× CIF-Champion: 2002
- 1× MVP des Spieljahres 2002
- 1× Torschützenkönig des Spieljahres 2002 (27 Tore)

mit der California State University, Dominguez Hills
- 1× Wahl ins All-American-Third-Team: 2005
- 1× Wahl ins All-West-Region-Selection-First-Team: 2005

mit Houston Dynamo
- 1× Meister der Western Conference: 2008
- 1× Vizemeister der Western Conference: 2009[13]
- 1× Erhalt des MLS Supporters’ Shield: 2008
- 1× SuperLiga-Finalist: 2008